# مارغريت آن مارشال
مارغريت آن مارشال (بالإنجليزية: Margaret Anne Marshall)‏ هي مغنية ومغنية أوبرا بريطانية، ولدت في 4 يناير 1949 في إستيرلينغ في المملكة المتحدة.

## وصلات خارجية
- مارغريت آن مارشال على موقع ميوزك برينز (الإنجليزية)
- مارغريت آن مارشال على موقع أول ميوزيك (الإنجليزية)
- مارغريت آن مارشال على موقع ديسكوغز (الإنجليزية)